# Stian Thoresen
Stian Thoresen, med pseudonymen Shagrath, född den 18 november 1976 i Jessheim, är en norsk musiker, sångare i det melodiska black metal-bandet Dimmu Borgir. Tillsammans med Silenoz och Tjodalv bildade han Dimmu Borgir 1993. Thoresen är även engagerad i sidoprojektet Chrome Division samt Ragnarok och Fimbulwinter.
Stian tog namnet Shagrat från en av karaktärerna i J.R.R. Tolkiens boktrilogi Sagan om ringen i vilken Shagrat var en av orcherna. I en intervju med musiktidningen Gaffa berättar Stian att han valde namnet 1992, långt innan Peter Jackson gjort filmerna om sagan om ringen. Stian säger i intervjun att Shagrat är en orch-demon. I själva verket är Shagrat dock en vanlig Orch.

## Diskografi

### Med Dimmu Borgir
Studioalbum
- 1994 – For all tid (återutgiven 1997 på Nuclear Blast)
- 1996 – Stormblåst
- 1997 – Enthrone Darkness Triumphant
- 1999 – Spiritual Black Dimensions
- 2001 – Puritanical Euphoric Misanthropia
- 2003 – Death Cult Armageddon
- 2005 – Stormblåst MMV (nyinspelning av originalet, utgåvan innehåller även en live-DVD)
- 2007 – In Sorte Diaboli
- 2010 – Abrahadabra
- 2018 – Eonian

EP
- 1994 – Inn i evighetens mørken
- 1996 – Devil's Path
- 1998 – Godless Savage Garden
- 2001 – Alive in Torment
- 2002 – World Misanthropy EP

### Med Fimbulwinter
Studioalbum
- 1994 – Servants of Sorcery

### Med Chrome Division
Studioalbum
- 2006 – Doomsday Rock'n'Roll
- 2008 – Booze, Broads and Beelzebub
- 2011 – 3rd Round Knockout
- 2014 – Infernal Rock Eternal
- 2018 – One Last Ride

### Med Ov Hell
Studioalbum
- 2010 – The Underworld Regime